# Barbosa Lessa
Luiz Carlos Barbosa Lessa (Piratini, 13 de dezembro de 1929 — Camaquã, 11 de março de 2002) foi um folclorista, escritor, músico, advogado e historiador brasileiro.

## Biografia
Escreveu cerca de 61 obras, entre contos, músicas e romances. Participou intensivamente do processo de construção do Movimento que registrou e difundiu a cultura gaúcha do homem do campo. Em 1948, ele com 19 anos de idade junto com um grupo de colegas do ensino secundário criaram o Movimento Tradicionalista Gaúcho (MTG) e o primeiro Centro de Tradições Gaúchas (CTG) da história, o "35 CTG" definindo as características do que hoje é considerado o tipo "Gaúcho".
Dentre suas obras mais conhecidas destacam-se Rodeio dos ventos, um épico sobre como seria vida do povo gaúcho, e Os guaxos, pelo qual recebeu prêmio em 1959 da Academia Brasileira de Letras.
Ao mesmo tempo em que se dedicava à implantação do tradicionalismo, Lessa passou a pesquisar a música regional. Em 1957, criou a popular toada Negrinho do Pastoreio, canção é baseada na lenda do jovem escravo que, ao perder a tropilha de cavalos do patrão, é agrilhoado a um formigueiro para ser devorado pelos insetos. A canção de Barbosa Lessa foi cantada por dezenas de intérpretes, entre eles Inezita Barroso, Leopoldo Rassier e a dupla Kleiton & Kledir.